# Гняздово
Гня́здово (болг. Гняздово) — село в Кирджалійській області Болгарії. Входить до складу общини Кирджалі.

## Населення
За даними перепису населення 2011 року у селі проживали 54 особи, з них 53 особи (98,1%) — турки.
Розподіл населення за віком у 2011 році:
Динаміка населення: